# Импровизовани аеродроми у Србији (1941—1944)
 Импровизовани аеродроми у Србији (1941—1944) била су летелишта привременог карактера намењена за слетање и полетање, на почетку Другог светског рата авиона Краљевине Југославије, а касније савезничких авиона у различите сврхе.

## Историјат
У Априлском рату 1941. ваздухопловство Краљевине Југославије (2000 летача и хиљаду авиона, око 400 борбених) пружило је немачком агресору снажан и организован отпор. Борбена авијација је имала 1.416 полетања (ловачка авијација 993, бомбардерска 423). Оборено је више десетина непријатељских авиона. Погинуло је 135 летача. Један број ваздухопловаца и ваздухоплова пребзиран је и на помоћне аеродрома широм Југославије. Међу тим аеродромима на био је и привремени аеродром „Косанчић”.
Крајем 1944. године на ослобођеној територији Југославије било је више од 50 аеродорма и 140 терена за прихват савезничке авијације, у циљу дотура савезничке материјалне помоћи, прихвата њихових делегација или спасавања савезничких пилота из оборених авиона на простору Југославије од стране немачке противваздухопловне одбране. 

## Преглед аеродрома
| Назив аеродрома  | Локација                                           | Намена |
| ---------------- | -------------------------------------------------- | --- |
| „Косанчић”       | Село Косанчић у Пустој Реци                        | - Пред немачки напад на Краљевину Југославију 1941. године на овај аеродром евакуисан је Штаб Петог ловачког пука и 35. ваздухопловна група, чије је седиште било у Нишу – на главном аеродрому, са две ескадриле (ескадриле српских камиказа), које су у свом саставу имале 15 ловаца хокер-Фјури. - Аеродром су дуже време контолисали партизански одреди и то је био први аеродром где су нешто касније слетали савезнички авиони у различите сврхе. - Летење на овом ааеродрому организовали су га енглески официри који су се налазили у штабовима НОВЈ на југу Србије. Поред енглеских авиона, слетали су и амерички, који су довозили војну помоћ и опрему, а такође и совјетски. Савезничку координацију су вршили искључиво англо-амерички официри, док се за безбедност самог аеродрома старао енглески ваздухопловни капетан Кертис. - У лето 1944. године са Виса на овај аеродром долетели су енглеским авионом Благоје Нешковић, Спасенија Цана Бабовић, Љубинка Милосављевић и Момчило Мома Марковић – будући чланови и руководиоци Главног штаба за Србију – као и Слободан Пенезић Крцун, који је са Чилетом Ковачевићем, Живаном Чиклованом и Раденком Мандићем имао задатак да формира Одељење заштите народа (ОЗН) за нишки округ, а према упутствима совјетских обавештајаца са Виса, који су држали курс будућим истакнутим службеницима југословенске тајне полиције. - Почетком септембра 1944. године овде је слетео енглески авион са шефом енглеске војне мисије при Главном штабу НОВЈ, генералом Фицројем Маклином, који је имао задатак да се повеже са мајором Џоном Хајникером на планини Радан. Његов задатак био је организовање почетка операције „Ratweek“ (у преводу недеља пацова) у циљу неутралисања предвиђеног немачког повлачења из Грчке – ваздушним бомбардовањем градова и варошица са непријатељским посадама и нападима на железничке пруге и мостове. - На аеродрому је 8. септембра 1944. године слетео један амерички C-47, са петочланом војном мисијом на чијем челу се налазио пешадијски пуковник Елери Хантигтон. Мисија је имала задатак да надзире и прати немачке транспорте и утврди снагу немачких јединица по градским гарнизонима и да о томе извештава команду у Каиру. - Према исказима Американаца, у околним сеоским кућама у близини самог аеродрома спавали су пилоти и друго особље. |
| „Авдиловац“      | Мали Јастребац између Горње и Доње Јошанице        | - Аеродром је био 35 метара широк и 1.800 метара дуг. Лежао је на равном терену, у долини чија је ширина била око један километар. Западно од аеродрома протицала је река, а источно се налазио сеоски пут. Северни и јужни део граничио се са шљивицима који су од ивице аеродрома били удаљени око 500 метара, тако да је прилаз био потпуно слободан. Најбољи правац слетања био је север—југ и обратно. На аеродром се могло слетати и по ширини. - Аеродром је имао одличне положаје за одбрану и био је ван домета артиљерије, јер се у Блацу и Белољину налазио слаби непријатељски гарнизон. - За ноћно слетање био је осветљен светлосним знацима за ноћно летење по методи Југословенског ратног ваздухопловства. Уговорени светлосни знак са аероплана био је три пута слово „К“, док је одговор са земље био три пута слово „М“. - Командант аеродрома био је Јован Цураковић, а за његову безбедност се старала чета самосталног батаљона којим је командовао Ратомир Јокић. - На аеродорму су савезници спустили и прву војну помоћ партизанским одредима. - На аеродром је стигла и енглеска савезничка војна мисија. - У ноћи између 10. и 11. јула 1944. године, у Авдиловац су слетела два авиона – један совјетски и један амерички. Довезли су генерал-лајтнанта Кочу Поповића, који је на Вису постављен за команданта Главног штаба за Србију, чланове Покрајинског комитета КПЈ за Србију, као и совјетске обавештајце који су имали задатак да се придруже Енглезима. |
| Мирошевце        | Село Мирошевце, у близини Лесковца                 | - То је био „шумски“ аеродром, који су користили партизански војни одреди. - Основана је почетком јуна 1944. године, када су на њега слетали авиони, и одвозили партизанске рањенике на лечење у Италији и достављали оружану помоћ. - Аеродром код Мирошевца је привремено напуштен почетком августа 1944. године, услед удруженог напада Немаца и Српске државне страже (СДС) – недићеваца, на партизанске јединице. У борби која је вођена на излазу из села, 14. августа, партизани су се уз велике губитке морали повући ка селу Славујевце.92 |
| Бујимир          | Село Бујимир, недалеко од Алексинца                | - Овај аеродром формиран је недалеко од Алексинца, као последњи „шумски“ аеродром, који су на очиглед Немаца и Бугара контролисали партизански одреди у алексиначком срезу. - На аеродром се 10. августа 1944. године спустио један енглески авион који је преузео енглеску војну мисију која је привремено боравила у редовима НОВЈ. |
| Зебница—Крушница | Између села Зебица и Крушинце у крушевачком округу | - За време окупације, овај аеродром припремили су припадници Југословенске војске у отаџбини за спуштање савезничке помоћи и авиона. - О изградњи аеродрома говори извештај команданта Горског штаба XII, мајора Добривоја Маринковића, од 19. маја 1942. године. Такође, Штаб је у то време располагао са ваздухопловном групом од 15 пилота и механичара на терену, а исто толико је било организовано по варошима. - Аеродром же касније заузети партизански одреди и на истом примити прву савезничку помоћ. |
| Галовића пољана  | Селу Прањани у западној Србији                     | - Ово је био главни аеродром који су контролисали припадници Југословенске војске у отаџбини. - Изграђен је на пространој равници званој „Галовића пољана“ у селу Прањани у западној Србији. - Са овог аеродрома евакуисан је највећи број спашених савезничких ваздухопловаца из југоисточне Србије, као и са територије читаве Југославије у операцији „Халјард“. |